# Juan Antonio Travieso
Juan Antonio Travieso (5 de octubre de 1946, Olavarría) es un abogado y profesor argentino de la Facultad de Derecho de la Universidad de Buenos Aires. Se graduó de abogado el 11 de marzo de 1969 en la Facultad de Derecho de la Universidad de Buenos Aires y de Doctor en Derecho y Ciencias Sociales el 28 de septiembre de 1983, en la misma entidad.

Se desempeñó como Director de la Dirección Nacional de Protección de Datos Personales, que funciona bajo la órbita del Ministerio de Justicia y Derechos Humanos de la Nación hasta el año 2013. Anteriormente, fue Jefe de Gabinete del Secretario de Justicia y Jefe de Gabinete del Ministro en la misma institución.

Travieso fue asesor de la Cámara de la Honorable de Diputados de la Nación desde 1984 y hasta su designación en los cargos precedentemente citados.

Durante 1997, fue Presidente de la Comisión de Derechos Humanos del Gobierno de la Ciudad Autónoma de Buenos Aires.

Es profesor titular por concurso de las cátedras de Derechos Humanos y Garantías y Derecho Internacional Público , y Director del Departamento de Derecho Público de la Facultad de Derecho de la Universidad de Buenos Aires. Asimismo, fue miembro del Consejo Directivo de la Facultad de Derecho y Ciencias Sociales de la Universidad de Buenos Aires desde 1994 hasta 1998 y desde 1998 hasta 2002, y Miembro del Consejo Superior de la Universidad de Buenos Aires desde 1994 hasta 1998 y desde 1998 hasta 2002, en ambos casos electo por el Claustro de Profesores.

Se ha desempeñado como catedrático de grado y postgrado en universidades argentinas y extranjeras desde 1990.
He participado en calidad de experto en formación de recursos humanos en El Salvador y Paraguay, Uruguay, Brasil, España, Alemania, Israel, México, Nicaragua desde 1990.

Miembro de la Comisión de Juristas convocados para elaborar el Digesto Jurídico Argentino en 2011.

Desde el año 2014 forma parte del Consejo Académico Internacional de la Revista Latinoamericana de Protección de Datos Personales.
Autor de 15 libros y coautor de 5 obras. Ha escrito más de 200 trabajos científicos y ha dictado más de 500 conferencias en Argentina y en varios países de América y Europa.

Investigador catalogado con la máxima jerarquía científica y galardonado con premios nacionales e internacionales como “Premio UNESCO”, 1995.

## Publicaciones
•	“Conferencia de Viena sobre Derecho de los Tratados”, Publicación La Ley - agosto, 1970.

•	“Bases y realizaciones para una política de integración de los transportes latinoamericanos”, Publicación La Ley - abril, 1970.

•	“Lenguaje y Derecho en los espacios marítimos”, Publicación Jurisprudencia Argentina – diciembre, 1980.

•	“Hacia un horizonte de 200 millas. Notas sobre la zona económica exclusiva en los espacios marítimos”, Revista del Colegio de Abogados de Buenos Aires – Tomo XLIII N.º 1, 1981.

•	“El patrimonio común de la humanidad en el nuevo orden internacional”, Revista del Colegio de Abogados de Buenos Aires – Tomo XLI N.º 2, 1981.

•	“La soberanía marítima argentina”, Publicación La Ley – octubre de 1983.

•	“Emergencia y Derechos Humanos”, Publicación El Derecho – abril de 1984.

•	“El control parlamentario”, Publicación Régimen de la Administración Pública, N.º 76, Editorial Ciencias de la Administración, 1985.

•	“La nacionalidad en el Derecho Internacional”, Publicación Jurisprudencia Argentina – enero de 1986.

•	“La recepción de la Convención Americana sobre Derechos Humanos en el sistema jurídico argentino”, Publicación La Ley – junio de 1987.

•	“Cuestiones de procedimiento en la Convención Americana sobre Derechos Humanos” ”, Publicación La Ley – febrero de 1988.

•	“Derechos Humanos, Derecho Internacional e Informática”, Publicación La Ley – septiembre de 1989.

•	“Derechos Humanos en las Colonias Británicas”, Publicación La Ley – julio de 1992.

•	“La soberanía al comienzo del siglo XXI”, Publicación Jurisprudencia Argentina – septiembre de 1992.

•	“Para honrar la vida, contra la pena de muerte”, Revista Jurídica del Centro de Estudiantes, Facultad de Derecho y Ciencias Sociales, Universidad de Buenos Aires – octubre de 1992.

•	“Los Derechos Humanos del Niño”, Revista Jurídica El Derecho – diciembre, 1992.

•	“La acción jurisdiccional en el contexto internacional”, Publicación II Encuentro de expertos sobre adicciones y narcotráfico, Instituto de Ciencias Políticas, universidad del Museo Social Argentino, 1992.

•	“Derechos Humanos y extradición. Solución para la lucha contra el narcotráfico”, Publicación La Ley – marzo de 1993.

• “Los Derechos Humanos del Niño: Análisis Nacional e Internacional”, Publicación Aportes para la adecuación de la Legislación interna, UNICEF-Argentina, septiembre de 1993.

• “El descubrimiento del Derecho Internacional contemporáneo. Inteligencia y acción de cara al siglo XXI”, Revista del Instituto de Ciencias Políticas, Universidad del Museo Social Argentino – abril de 1994.

•	“Los derechos humanos y los derechos políticos”, Publicación La Ley – julio de 1994.

•	“La reforma constitucional argentina. Relaciones entre derecho internacional, derecho interno y derechos humanos”. Publicación La Ley – diciembre de 1994.

•	“Los refugiados en el Derecho Internacional y los derechos humanos”, Publicación Jurisprudencia Argentina – enero, 1995.

•	“La protección de los ancianos. Aspectos nacionales e internacionales”, Publicación La Ley – julio de 1995.

•	“Los derechos económicos, sociales y culturales en la Constitución de 1994 y en el Derecho Internacional”, Publicación La Ley – junio de 1996.

•	“Los derechos humanos de los pueblos indígenas”, Publicación Jurisprudencia Argentina – julio de 1996.

•	“La lucha contra la discriminación: Constitución Argentina, Leyes, Tratados Y Constitución de la Ciudad de Buenos Aires”, Publicación Memoria y Protagonismo, B´NAI Brith de Argentina – diciembre de 1996.

•	“El control judicial de constitucionalidad y sus enfoques en tratados internacionales”, Publicación Doctrina Judicial – marzo de 1997.

•	“América Latina: Zona de derechos humanos”, Publicación científica de la Facultad de Ciencias Sociales, Universidad Nacional de Lomas de Zamora – julio de 1997.

•	“La jurisprudencia en el Derecho Internacional. Influencia de los Tribunales internacionales sobre los Tribunales locales”, Publicación La Ley – julio de 1997.

•	“Utopías Vs Distropías. Propuesta de un nuevo modelo”, Revista del Instituto de Promoción de Derechos Humanos – septiembre de 1997.

•	“La protección de los menores en la Constitución Nacional”, Publicación Temas de Derecho Privado, edición del Colegio de Escribanos de la Capital Federal, 1997.

•	“La Constitución de la Ciudad de Buenos Aires y los derechos humanos. Comentarios y notas para la Legislatura de la Ciudad de Buenos Aires”, Revista Jurídica del Centro de Estudiantes, Facultad de Derecho y Ciencias Sociales, Universidad de Buenos Aires, 1997.

•	“Garantismo Vs. Responsabilidad Internacional”, Publicación La Ley – junio de 1998.

•	“La libertad de expresión en el Derecho Internacional de los derechos humanos”, Publicación La Ley – septiembre de 1998.

•	“La persona como sujeto del Derecho Internacional de los derechos humanos. Peticiones y demandas ante tribunales y jurisprudencia internacionales”, Revista Jurídica de Buenos Aires, Tomo I y II, 1998.

•	“Antes de la guerra después de Kosovo”, Revista Jurídica del Centro de Estudiantes, Facultad de Derecho y Ciencias Sociales, Universidad de Buenos Aires – junio de 2000.

•	“Historias y dilemas del derecho a la intimidad”, La Nación – noviembre de 2002.

•	"Protección de lo Datos Personales: Las instituciones en acción", Y considerando, Editor Responsable Asociación de Magistrados y Funcionarios de la Justicia Nacional – marzo de 2003.

•	Diversos artículos científicos y de divulgación en materia de Protección de Datos Personales.